# Depois da Caçada
After the Hunt (bra/prt: Depois da Caçada) é um futuro filme ítalo-americano de suspense dirigido por Luca Guadagnino e roteirizado por Nora Garrett. É estrelado por Julia Roberts, Andrew Garfield, Ayo Edebiri, Michael Stuhlbarg e Chloë Sevigny.
O filme terá sua estreia mundial fora da competição no Festival Internacional de Cinema de Veneza.

## Premissa
Uma professora universitária é forçada a lidar com seu próprio passado secreto depois que um de seus colegas se depara com uma acusação séria.

## Elenco
- Julia Roberts como Alma Olsson
- Andrew Garfield como Henrik
- Ayo Edebiri como Maggie
- Michael Stuhlbarg como Frederik Olsson
- Chloë Sevigny
- Lio Mehiel
- Ariyan Kassam
- Will Price
- Thaddea Graham
- Christine Dye
- Burgess Byrd

## Produção
Foi anunciado em março de 2024 que Julia Roberts estava pronta para estrelar o filme, com Luca Guadagnino pronta para dirigir. Em maio, Andrew Garfield e Ayo Edebiri se juntaram ao elenco. Em junho, Michael Stuhlbarg e Chloë Sevigny se juntaram ao elenco.
As gravações começaram em 6 de julho de 2024 no Reino Unido e na Universidade de Cambridge. Naquele mesmo mês, Lio Mehiel, Thaddea Graham, Will Price, Christine Dye e Burgess Byrd se juntaram ao elenco do filme. As filmagens terminaram em 16 de agosto, após 6 semanas de filmagem. Trent Reznor e Atticus Ross compuseram a trilha sonora.

## Lançamento
After the Hunt terá sua estreia mundial no Festival Internacional de Cinema de Veneza, seguido por sua estreia norte-americana como o filme de abertura do Festival de Cinema de Nova Iorque em outubro de 2025. O filme está programado para ter um lançamento limitado nos Estados Unidos em 10 de outubro de 2025, antes de se expandir para lançamento amplo em 17 de outubro.
Será o primeiro filme da Amazon MGM Studios a ser lançado internacionalmente pela Sony Pictures Releasing International após a conclusão de um acordo de quatro anos com a Warner Bros. Pictures.